# Fortuna Hjørring
Maillots
Actualités
Le Dameboldklubben Fortuna Hjørring est un club danois de football féminin basé à Hjørring. Le club est fondé en 1966 et a comme couleurs le vert et le blanc. 
La meilleure performance du Fortuna au niveau européen est une finale de Coupe féminine de l'UEFA en 2003, perdue 7 buts à 1 contre l'Umeå IK.

## Histoire
Le club est créé en 1966 par les épouses des joueurs du Hjørring Frems.
En 1991, le club recrute ses premières joueuses australiennes, Julie Murray et Carol Vinson.
En 2002-2003, le Fortuna participe à sa première Coupe d'Europe. Portées par son duo d'Australiennes, Alison Forman et Sharon Black, le club élimine Trondheim et Arsenal pour atteindre la finale, où il est dominé par les Suédoises de l'Umeå IK. Cette finale européenne constitue le meilleur résultat pour un club danois.
En 2009, la Jordanienne Stephanie Al-Nabr arrive à Hjørring et devient la première footballeuse professionnelle jordanienne.
En 2012, le club recrute l'internationale danoise Nadia Nadim, qui part en 2015 au Sky Blue FC avant de revenir au club pour la saison 2015-2016. Le club réalise alors le doublé coupe-championnat. Nadia Nadim redécolle pour les États-Unis et rejoint les Portland Thorns.
Après avoir remporté le championnat 2017-2018, Signe Bruun, arrivée en 2014, part au Paris Saint-Germain.
En 2019, lors de la 5e journée de la seconde phase du championnat, elles ne parviennent pas à battre Brøndby malgré 80 minutes en supériorité numérique, et échouent à une frustrante 2e place au classement final. Elles remportent malgré tout la Coupe du Danemark.
Au mercato estival, certaines cadres quittent le club. Tamires retourne au Brésil en s'engageant aux Corinthians, l'Américaine Janelle Cordia et la Danoise Frederikke Thørgesen vont renforcer l'ambitieux ACF Fiorentina et la Roumaine Florentina Spânu Olar part chez les rivales du FC Nordsjælland. La défenseure sud-africaine Janine van Wyk arrive en provenance du Houston Dash. Hjørring affronte l'Olympique Lyonnais en 8es de finale de Ligue des Champions et est lourdement éliminé par les championnes d'Europe en titre (0-4, 7-0) lors d'une double confrontation qui permet à la Lyonnaise Ada Hegerberg de devenir la meilleure buteuse de l'histoire de la Ligue des Champions.
À l'intersaison 2020, Caroline Møller Hansen quitte le club pour l'Inter Milan.
En 1982, le club crée la Dana Cup, compétition internationale de football réservée aux équipes de jeunes. Le Fortuna Hjørring s'appuie essentiellement sur son centre de formation, n'ayant pas les moyens financiers des grands clubs européens, ni même du rival danois Brøndby. En 2020-2021, l'équipe du Fortuna en Ligue des Champions affiche une moyenne d'âge de 20,2 ans.

## Palmarès
- Coupe féminine de l'UEFA
  - Finaliste : 2003

- Championnat du Danemark (12)
  - Champion : 1994, 1995, 1996, 1999, 2002, 2009, 2010, 2014, 2016, 2018, 2020 et 2025

- Coupe du Danemark (11)
  - Vainqueur : 1995, 1996, 2000, 2001, 2002, 2006, 2008, 2016, 2019, 2022 et 2025
  - Finaliste : 1998, 2005, 2007, 2009, 2011, 2013 et 2015

## Parcours en Coupe d'Europe
Le titre de champion du Danemark obtenu en 2002 permet au Fortuna Hjørring de se qualifier pour la Coupe de l'UEFA 2002-2003, où l'équipe atteint la finale, meilleur résultat pour un club danois en coupe d'Europe. Il faut attendre la saison 2010-2011 pour que le club retrouve la Ligue des Champions, grâce à son titre acquis en 2009 et à la réforme de la compétition qui qualifie désormais les deux meilleurs clubs danois. Le Fortuna se qualifie alors systématiquement, mais n'atteint les quarts de finale qu'en 2017.
| Saison    | Tour                       | Adversaire              | Aller   | Retour  | Score total |
| --------- | -------------------------- | ----------------------- | ------- | ------- | ----------- |
| 2002-2003 | Phase de groupes           | Codru Chişinău          | 5 - 0   | 5 - 0   | 5 - 0       |
| 2002-2003 | Phase de groupes           | Breiðablik Kopavogur    | 9 - 0   | 9 - 0   | 9 - 0       |
| 2002-2003 | Phase de groupes           | FC Bobruitchanka        | 3 - 0   | 3 - 0   | 3 - 0       |
| 2002-2003 | 1/4 finale                 | SK Trondheims-Ørn       | 2 - 2   | 1 - 0   | 3 - 2       |
| 2002-2003 | 1/2 finale                 | Arsenal LFC             | 3 - 1   | 1 - 5   | 8 - 2       |
| 2002-2003 | Finale                     | Umeå IK                 | 4 - 1   | 0 - 3   | 1 - 7       |
| 2009-2010 | 1/16 finale                | ASDCF Bardolino Vérone  | 4 - 0   | 2 - 1   | 5 - 2       |
| 2009-2010 | 1/8 finale                 | Olympique Lyonnais      | 0 - 1   | 5 -0    | 0 - 6       |
| 2010-2011 | 1/16 finale                | ASDCF Bardolino Vérone  | 8 - 0   | 1 - 6   | 14 - 1      |
| 2010-2011 | 1/8 finale                 | FCR Duisbourg           | 4 - 2   | 0 - 3   | 2 - 7       |
| 2011-2012 | 1/16 finale                | BSC Young Boys          | 0 - 3   | 2 - 1   | 5 - 1       |
| 2011-2012 | 1/8 finale                 | Kopparbergs/Göteborg FC | 0 - 1   | 3 - 2   | 2 - 4       |
| 2012-2013 | 1/16 finale                | Glasgow City LFC        | 1 - 2   | 0 - 0   | 2 - 1       |
| 2012-2013 | 1/8 finale                 | Kopparbergs/Göteborg FC | 1 - 1   | 3 - 2   | 3 - 4       |
| 2013-2014 | 1/16 finale                | UPC Tavagnacco          | 3 - 2   | 2 - 0   | 4 - 3       |
| 2013-2014 | 1/8 finale                 | Tyresö FF               | 1 - 2   | 4 - 0   | 1 - 6       |
| 2014-2015 | 1/16 finale                | Atlético Ouriense       | 0 - 3   | 6 - 0   | 9 - 0       |
| 2014-2015 | 1/8 finale                 | FC Rosengård            | 2 - 1   | 0 - 2   | 1 - 4       |
| 2015-2016 | 1/16 finale                | FK Minsk                | 0 - 2   | 4 - 0   | 6 - 0       |
| 2015-2016 | 1/8 finale                 | ACF Brescia Femminile   | 1 - 0   | 1 - 1   | 1 - 2       |
| 2016-2017 | 1/16 finale                | Athletic Club Bilbao    | 2 - 1   | 3 - 1ap | 4 - 3       |
| 2016-2017 | 1/8 finale                 | ACF Brescia Femminile   | 0 - 1   | 3 - 1   | 4 - 1       |
| 2016-2017 | 1/4 finale                 | Manchester City WFC     | 0 - 1   | 1 - 0   | 0 - 2       |
| 2017-2018 | 1/16 finale                | Fiorentina WFC          | 2 - 1   | 0 - 0   | 1 - 2       |
| 2018-2019 | 1/16 finale                | Fiorentina WFC          | 2 - 0   | 0 - 2   | 0 - 4       |
| 2019-2020 | 1/16 finale                | Vllaznia Shkodër        | 0 - 1   | 2 - 0   | 3 - 0       |
| 2019-2020 | 1/8 finale                 | Olympique Lyonnais      | 0 - 4   | 7 - 0   | 0 - 11      |
| 2020-2021 | 1/16 finale                | ŽNK Pomurje             | 0 - 3   | 3 - 2   | 6 - 2       |
| 2020-2021 | 1/8 finale                 | FC Barcelone            | 4 - 0   | 0 - 5   | 0 - 9       |
| 2022-2023 | 1er tour de qualifications | Eintracht Francfort     | 0 - 2   | 0 - 2   | 0 - 2       |
| 2022-2023 | 1er tour de qualifications | Kristianstads DFF       | 2 - 3ap | 2 - 3ap | 2 - 3ap     |